# Hans Bastiaan Pacejka
Hans Bastiaan Pacejka (1934) é um especialista em dinâmica de veículos, e especialmente em dinâmica de pneus, área na qual suas investigações são na atualidade obras de referência. É professor emérito da Universidade Técnica de Delft.